# Frequenza (statistica)
In statistica, in particolare in statistica descrittiva, dato un carattere oggetto di rilevazione, si intende per frequenza il numero delle unità statistiche su cui una sua modalità (le modalità sono i valori numerici o gli attributi che un carattere può assumere) si presenta.
Le frequenze si usano per rappresentare sinteticamente i dati elementari rilevati, utilizzando le distribuzioni di frequenza. Dato un carattere X che possa manifestarsi con k modalità, rilevato su n unità statistiche, una distribuzione di frequenza è un insieme di coppie (xi, ni), con i compreso tra 1 e k; dove xi è la i-esima modalità del carattere e ni è il numero di unità statistiche su cui quella modalità è stata rilevata.
I numeri ni sono detti frequenze assolute. È spesso utile dividere ciascuna frequenza assoluta per il numero totale delle unità statistiche, n, ottenendo così le frequenze relative fi = ni/n.
Le frequenze relative variano tra 0 e 1 ed il loro totale è 1. Moltiplicandole per 100 si ottengono le frequenze percentuali pi = fi·100.
Nel caso di caratteri ordinati, la somma crescente delle frequenze è detta frequenza cumulata ed è utilizzata per calcolare la funzione di ripartizione empirica.

## Esempio
In un sondaggio fatto all'interno di una facoltà composta da 250 studenti (la popolazione statistica), si intende rilevare il carattere "Gradimento dei professori", secondo le cinque modalità "molto deluso", "insoddisfatto", "parzialmente soddisfatto", "soddisfatto", "entusiasta". Risulta che 10 studenti si dicono entusiasti dell'operato dei professori, 51 si dicono soddisfatti, 63 mediamente soddisfatti, 90 insoddisfatti, 36 molto delusi.
La distribuzione di frequenza viene rappresentata con una tabella come la seguente:
| Gradimento dei professori | Frequenze assolute | Frequenze relative | Frequenze percentuali | Frequenze cumulate percentuali |
| ------------------------- | ------------------ | ------------------ | --------------------- | ------------------------------ |
| molto deluso              | 36                 | 36/250 = 0,144     | 14,4                  | 14,4                           |
| insoddisfatto             | 90                 | 90/250 = 0,360     | 36                    | 14,4+36 = 50,4                 |
| parzialmente soddisfatto  | 63                 | 63/250 = 0,252     | 25,2                  | 50,4+25,2 = 75,6               |
| soddisfatto               | 51                 | 51/250 = 0,204     | 20,4                  | 75,6+20,4 = 96                 |
| entusiasta                | 10                 | 10/250 = 0,040     | 4                     | 96+4 = 100                     |
| Totali                    | 250                | 250/250 = 1,000    | 100                   |                                |

Nel caso ipotizzato, la colonna delle frequenze relative mostra che è molto deluso il 14,4% degli studenti e che la percentuale degli studenti non pienamente soddisfatti (modalità da "molto deluso" a "parzialmente soddisfatto") arriva al 75,6%.